# Souverain
Il Souverain fu un vascello di linea francese da 120 cannoni che prestò servizio nella marina francese dal 1840 al 1885

## Storia

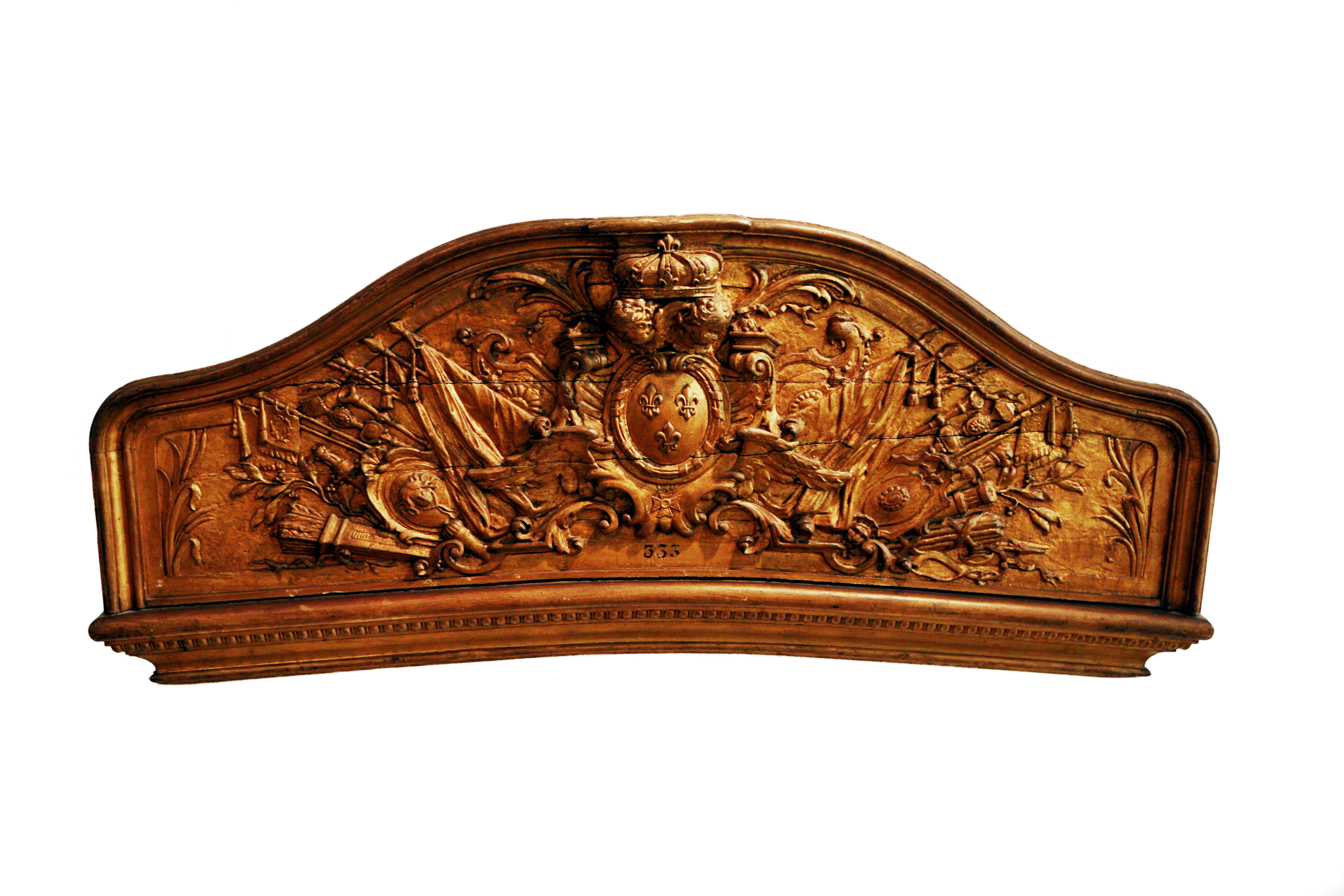
Pannello decorativo del Souverain, esposto al Museo navale di Tolone.

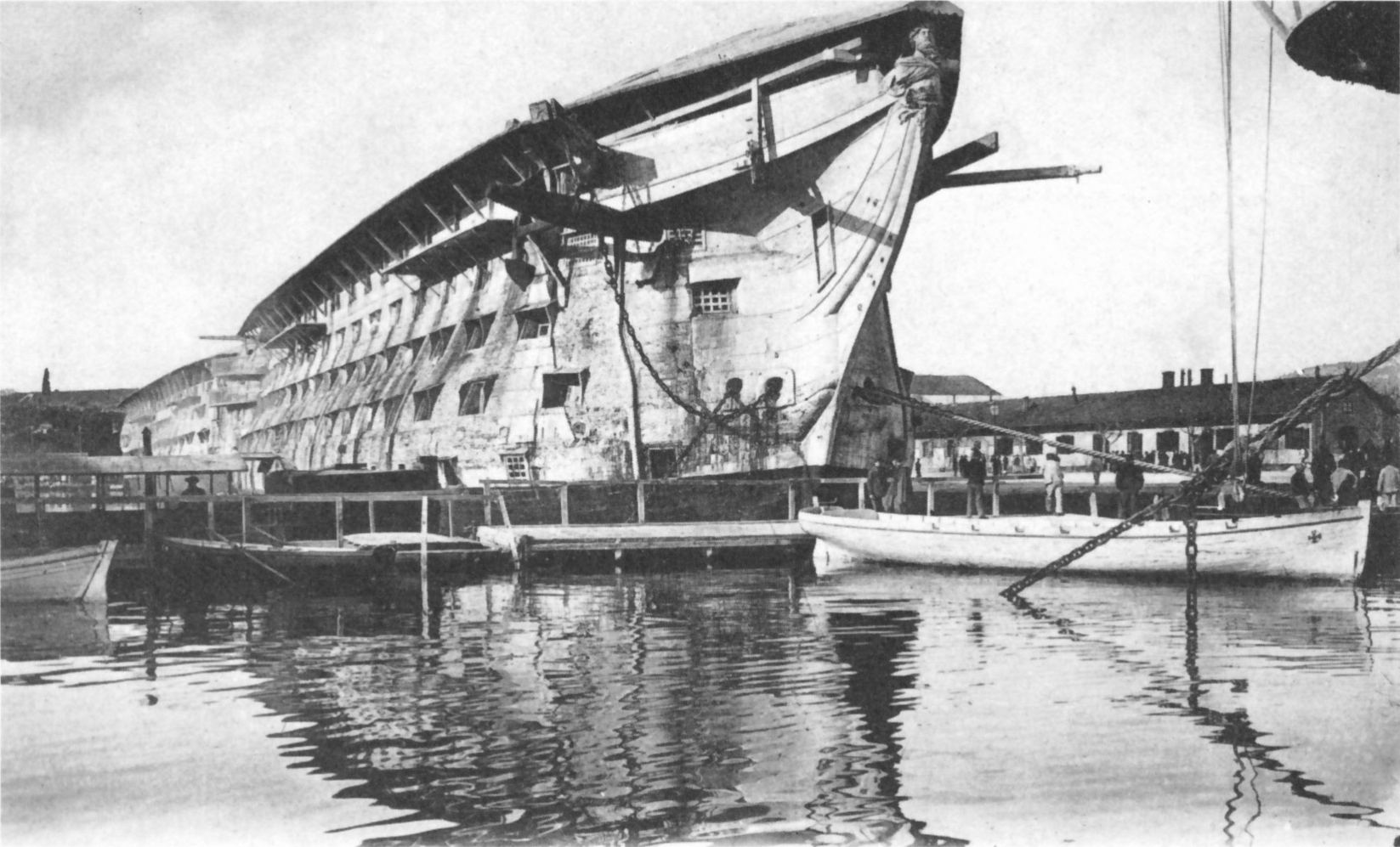
Il Souverain in riserva a Tolone nel 1890.

Il vascello da 118 cannoni Souverain, appartenente alla Classe Commerce de Marseille, fu impostato presso l'arsenale di Tolone nel 1813. Dopo la caduta di Napoleone Bonaparte e la seguente restaurazione della monarchia, la sua costruzione fu sospesa a tempo indeterminato per ragioni di economia. Molte navi la cui costruzione era iniziata sotto il Primo Impero furono tenute in bacino di carenaggio, protette da un provvisorio tetto in legno, pronte ad essere varate e armate rapidamente in caso di necessità, in caso di conflitto o più semplicemente per sostituire una vecchia nave ritirata dal servizio. Questa pratica permise di raggiungere, a costi inferiori, l'obiettivo ufficiale di 40 navi e 50 fregate fissato dal Ministro della marina, il barone Portal, nel 1820. Tale obiettivo non cambiò fino alla fine della monarchia di luglio. Il Souverain fu varato a Tolone il 25 agosto 1819 e lasciato incompleto.
All'inizio degli anni Trenta del XIX secolo, la marina francese aveva in servizio sei navi da 118/120 cannoni: Océan, Majestueux, Austerliz, Wagram, Montebello, e Trocadéro. Altre quattro, Ville de Paris, Louis XIV, Friedland e Souverain erano mantenute volontariamente sullo scalo di costruzione, pronte per essere varate ed armate più o meno rapidamente se necessario. Delle sei navi in servizio, visto lo stato di vetustà, fu deciso di mantenerne solo tre, la Océan a Brest, e la Montebello e la Trocadéro a Tolone, ritenute meglio conservate delle altre tre. Questi bastimenti, inattivi da diversi anni, necessitavano di importanti riparazioni prima di essere messi in armamento. Dopo la perdita per incendio del Trocadéro, avvenuta il 24 marzo 1836, il Ministro della marina autorizzò il completamento del Souverain che entrò in servizio il 16 aprile 1840.
Divenne poi nave ammiraglia della Seconda Divisione (contrammiraglio Frédéric Regnault de La Susse) della Squadra del Mediterraneo dell'ammiraglio Gaud Amable Hugon, sotto il capitano di vascello Ange Jouglas dal 1841, e successivamente sotto il capitano Daguenet dal 1842. 
Nel 1842 lo squadra, dopo un breve soggiorno alle isole Hyères, effettuò una crociera lungo le coste dell'Italia, visitò successivamente la Corsica, l'Isola d'Elba, le spiagge romane e soggiornò per qualche tempo nella baia di Napoli; a bordo di una delle navi vi era il guardiamarina Jean-Bernard Jauréguiberry che fu poi Ministro della marine dal 4 febbraio 1879 al 23 settembre 1880 e poi dal 30 gennaio 1882 al 29 gennaio 1883.
Posta in riserva dopo la fine della crociera il  Souverain  rientrò in servizio attivo il 1º aprile 1846 per servire come nave ammiraglia della Squadra d'evoluzione del principe di Joinville, con il contrammiraglio Hernoux come capo di stato maggiore e il capitano di vascello Léonard Victor Charner come aiutante di bandiera.
Nel luglio 1847 la squadra, forte di 7 vascelli e 3 navi a vapore, gettò l'ancora al largo di Tripoli. La missione dell'ammiraglio Joinville in queste acque consisteva nel protestare con il Pascià per la sua ingerenza negli affari tunisini.  La squadra ritornò poi in Francia per trascorrervi l'inverno, venendo ridotta a cinque navi di linea, una fregata, e una corvetta a vapore attaccata a ciascuna nave a vela per trainarla con calma e brezze contrarie.  Durante la campagna estiva la squadra effettuò una lunga missione sulle coste della Sicilia e dell'Italia.  Tornò a Tolone negli ultimi mesi dell'anno ed era lì quando scoppiò la rivoluzione di febbraio.
Nel 1848, l'ammiraglio Charles Baudin sostituì Joinville come comandante della squadra. Baudin alzò la sua insegna sul Friedland, mentre il Souverain, sotto il capitano Le Barbier de Titian, rimase una delle unità più forti dello squadra.
Lo squadra arrivò alle isole Hyères e poco dopo ricevette l'ordine di recarsi sulle coste italiane per sostenere la politica della Francia. Visitò Genova, La Spezia, Livorno e Napoli, con una piccola divisione che fu distaccata a Venezia. La squadriglia fu testimone della insurrezione di Napoli del 15 maggio 1848. Giunse fino alle coste della Sicilia che il re di Napoli Ferdinando II dovette riconquistare, poi ritornò nel golfo di Napoli, da cui partì il 26 ottobre 1848, sostò otto giorni a La Spezia e ritornò a Tolone il 15 novembre. Il Souverain fu posto in disarmò il 18 dello stesso mese sotto il comando del capitano di fregata Gabriel Auguste Jugan.
Dal novembre 1853, l'ingegnere Sylvestre du Perron diresse i lavori di trasformazione del Souverain in nave a propulsione mista, con l'installazione di un motore a vapore da 600 CV, secondo i progetti di Henri Dupuy de Lôme, senza allungare la nave. Il Souverain iniziò le prove in mare nel giugno 1857, sotto il comandante de Jouslard. Nella sua nuova configurazione era armato con 110 cannoni. La nave lasciò Tolone il 25 agosto e trascorse tre giorni nel porto delle isole Hyères per effettuare delle prove. Il 5 settembre effettuò la traversata da Tolone ad Algeri e ritorno, che servì per effettuare vari esperimenti sul suo apparato motore e studiarne le qualità nautiche.
Nel 1862 fu riconfigurata come nave trasporto truppe per l'Intervento francese in Messico, dotato di 16 cannoni lunghi da 30 libbre, sotto il comando del capitano Sévin.  Il Soverain lasciò Tolone il 28 agosto, arrivò a Orano il 1 settembre e salpò il 5, con a bordo 1.700 militari, cavalli e un considerevole equipaggiamento. Toccò Tenerife il 12 e Martinica il 1º ottobre. Partì l'8 per Vera Cruz dove gettò l'ancora il 28. La nave lasciò Vera Cruz l'8 novembre, partì per l'Avana e arrivò a Tolone l'8 gennaio 1863. Il sartiame, già molto vecchio, diede molti problemi durante questo periodo di navigazione.
Il Souverain fu in posizione di riserva tra il 1863 e il novembre 1866, quando prese parte all'evacuazione delle truppe francesi dal Messico al comando del capitano Leblanc. Il vascello lasciò Tolone il 5 gennaio 1867, sostò ad Algeciras il 19 a causa del maltempo. Riprese il mare il 22, fece scalo in Martinica e arrivò a Vera Cruz il 6 marzo. Partì il 12 con a bordo il maresciallo di Francia François Achille Bazaine e 700 soldati di fanteria e ancorò a Tolone il 2 maggio, dopo brevi soste a L'Avana, Fayal e Gibilterra. La nave fu messa in riserva al suo ritorno.
Nel febbraio 1877 il Souverain rientrò in servizio come nave scuola d'artiglieria, con una particolare dotazione di armi e una configurazione adatta all'addestramento degli artiglieri. Fu sotto gli ordini del capitano Lefort dal 1877 al 1878, del capitano Massias-Jurien de la Gravière dal 1879 al 1880, del capitano de Labarrière dal 1881 al 1882, del capitano Alquier dal 1883 al 1884, e del capitano Augey Dufresse nel 1885. A questo punto la nave corazzata Couronne sostituì il Souverain come nave scuola per l'addestramento all'artiglieria, e divenne un pontone utilizzato come caserma per la fanteria coloniale a Tolone. Fu demolita nel 1905.

### Fonti
1. 1 2 3  Roche 2005, p. 421.
2. 1 2  Three Decks.
3. 1 2 3 4 5 6 7 8 9 10 11 12 13 14 15 16 17 18 19 20 21 22 23 24 25 26 27 28  Troisponts.
4. 1 2 3 4 5 6  Troisponts.
5. 1 2 3 4 5  Troisponts.
6. 1 2  Demerliac 2004, p. 381.